# Хотислав (станція)
Хотислав (біл. Хаціслаў) — прикордонна залізнична станція Берестейського відділення Білоруської залізниці на лінії Ковель — Берестя-Центральний між станціями Заболоття (8 км) та Малорита (12 км). Розташована у селі Сушитниця Малоритського району Берестейської області.

## Пасажирське сполучення
Пасажирське сполучення здійснюється регіональними поїдами економ-класу за напрямком Берестя-Центральний — Хотислав.
З 12 грудня 2021 року відновлено курсування приміського поїзда  № 6315/6310 сполученням Ковель — Хотислав — Ковель.